# Umělecké plavání na mistrovství Evropy v plaveckých sportech 1981
Závody v uměleckém (synchronizovaném) plavání na mistrovství Evropy v plaveckých sportech za rok 1981 proběhly v Splitu, Jugoslávie ve dnech 5. až 12. září 1981.

## Československá stopa
Československo se soutěží v uměleckém plavání neúčastnilo.

## Výsledky

### Individuální disciplíny
| Ženy | Zlato                   | Zlato   | Stříbro                    | Stříbro | Bronz                    | Bronz   |
| ---- | ----------------------- | ------- | -------------------------- | ------- | ------------------------ | ------- |
| Sólo | Carolyn Wilsonová (GBR) | 176,017 | Alexandra Worischová (AUT) | 167,684 | Marijke Engelenová (NED) | 166,767 |

### Týmové disciplíny
| Ženy    | Zlato | Zlato   | Stříbro | Stříbro | Bronz | Bronz   |
| ------- | --- | ------- | --- | ------- | --- | ------- |
| Dvojice | Spojené království (GBR) (Caroline Holmyardová, Carolyn Wilsonová) | 171,417 | Nizozemsko (NED) (Catrien Eijkenová, Marijke Engelenová) | 166,142 | Rakousko (AUT) (Eva-Maria Edingerová, Alexandra Worischová) | 163,201 |
| Tým     | Spojené království (GBR) (Tracy Cooková, Amanda Doddová, Caroline Holmyardová, Philippa Suttonová, Louise Corkhillová, Tracy Goldingová, Sheila Kentonová, Carolyn Wilsonová) | 168,658 | Nizozemsko (NED) (Petri Engelsová, Judith van den Bergová, Liesbeth van Hoornová, Marleen Engelenová, Catrien Eijkenová, Marjan van den Broeková, Ilse Westbroeková, Marijke Engelenová) | 167,850 | Švýcarsko (SUI) (Cornelia Blanková, Edith Bossová, Ines Gerberová, Silvia Grossenbacherová, Maya Mastová, Irène Singerová, Karin Singerová, Caroline Sturzeneggerová) | 164,356 |

## Medailová bilance
V uměleckém plavání se rozdělily celkem 3 sady medailí.
| Pořadí | Stát                     |       | Muži    | Muži  | Muži  |         | Ženy  | Ženy  | Ženy    |       | Muži + Ženy | Muži + Ženy | Muži + Ženy | Celkem |
| Pořadí | Stát                     | Zlato | Stříbro | Bronz | Zlato | Stříbro | Bronz | Zlato | Stříbro | Bronz |             |             |             | Celkem |
| ------ | ------------------------ | ----- | ------- | ----- | ----- | ------- | ----- | ----- | ------- | ----- | ----------- | ----------- | ----------- | ------ |
| 1.     | Spojené království (GBR) |       | 0       | 0     | 0     |         | 3     | 0     | 0       |       | 3           | 0           | 0           | 3      |
| 2.     | Nizozemsko (NED)         |       | 0       | 0     | 0     |         | 0     | 2     | 0       |       | 0           | 2           | 1           | 3      |
| 3.     | Rakousko (AUT)           |       | 0       | 0     | 0     |         | 0     | 1     | 1       |       | 0           | 1           | 1           | 2      |
| 4.     | Švýcarsko (SUI)          |       | 0       | 0     | 0     |         | 0     | 0     | 1       |       | 0           | 0           | 1           | 1      |
| Celkem | Celkem                   |       | 0       | 0     | 0     |         | 3     | 3     | 3       |       | 3           | 3           | 3           | 9      |